# Haloragis stricta
Haloragis stricta är en slingeväxtart som beskrevs av Robert Brown och George Bentham. Haloragis stricta ingår i släktet Haloragis och familjen slingeväxter. Inga underarter finns listade i Catalogue of Life.